# سیمون گریسون
سیمون گریسون (انگلیسی: Simon Grayson؛ زادهٔ ۱۶ دسامبر ۱۹۶۹) یک بازیکن فوتبال اهل بریتانیا است.